# Писарро, Эмилио
Эмилио Молина Писарро (исп. Emilio Molina Pizarro; 28 сентября 1916, Потоси — 1 сентября 1982, Ла-Пас) — боливийский военный и государственный деятель, министр иностранных дел (1970—1971).

## Биография
Из военного колледжа ушёл добровольцем на Чакскую войну. Был ранен и попал в плен к войскам противника. После заключения мирного договора с Парагваем в 1935 г. продолжил военное образование в армейском колледже Кочабамбы, а затем — в Школе командного состава Генерального штаба. Прошел военно-артиллерийскую подготовку в Аргентине и в Бразилии.
По возвращении в Боливию работал преподавателем в Школе командного состава Генерального штаба, в Военно-инженерной школе, а затем как профессор Школы перспективных военных исследований, став её основателем. Был назначен в Генеральный штаб, затем — военный атташе посольства Боливии в США, являлся главой боливийской делегации в Межамериканском совете обороны. Вернувшись на родину, получает назначение начальника Школы перспективных военных исследований.
- 1969—1970 гг. — посол в Парагвае,
- 1970—1971 гг. — министр иностранных дел в кабинете нового президента Хуана Хосе Торреса. За кортокое время сумел добиться заключения торговых соглашений с Аргентиной, ФРГ и Польшей. Во взаимоотношениях с Чили настаивал на необходимости решения вопроса о предоставлении Боливии выхода к тихоокеанскому побережью. В целях укрепления интеграции латиноамериканских государств принял участие в Совещаниях министров иностранных дел Андской группы в перуанских городах Лима и Куско (1971), завершившимся принятием «Декларации Куско». На основе консультаций со своими коллегами из Чили и Перу заявил, что Куба будет повторно принята в ОАГ.
- 1971 г. — министр обороны. Был смещён со своей должности после военного переворота Уго Бансера в августе 1971 г.